# Bangladesh Jamaat-e-Islami
Bangladesh Jamaat-e-Islami (em bengali:  বাংলাদেশ জামায়াতে ইসলামী), anteriormente conhecido como Jamaat-e-Islami Bangladesh, ou Jamaat abreviadamente, é o maior partido político islâmico em Bangladesh. Em 1 de agosto de 2013, a Suprema Corte de Bangladesh declarou ilegal o registro do Bangladesh Jamaat-e-Islami, determinando que o partido não está apto para disputar as eleições nacionais.